# Zenon Hodor
Zenon Hodor (8 grudnia 1925 w Poznaniu, zm. 18 lutego 2000 w Łodzi) – polski skrzypek, koncertmistrz Filharmonii Łódzkiej, docent.

## Życiorys
Hodor pobierał naukę łódzkim tajnym konserwatorium Heleny Kijeńskiej-Dobkiewiczowej podczas II wojny światowej. Początkowo uczył się gry na fortepianie u Heleny Kijeńskiej-Dobkiewiczowej, a następnie gry na skrzypcach u Alfreda Wiłkomirskiego. W trakcie studiów wygrał tajny konkurs pianistyczny. Ponadto studiował prawo u prof. Tadeusza Kotarbińskiego. Po wojnie był organizatorem działań Filharmonii Łódzkiej oraz studiował w Państwowej Wyższej Szkole Muzycznej w Łodzi, które ukończył w 1950. Następnie wyjechał na naukę do Związku Radzieckiego, a po powrocie ukończył w 1956 aspiranturę na PWSM w Warszawie u Ireny Dubiskiej, a także konserwatoria muzyczne w Moskwie, Leniningradzie oraz na Królewskiej Akademii Muzycznej w Brukseli. Następnie przeniósł się do Łodzi, gdzie pracował w Filharmonii Łódzkiej oraz był pedagogiem Akademii Muzycznej w Łodzi w latach1951–1971. Jako koncertmistrz filharmonii odwiedzał kraje bloku wschodniego m.in. Czechosłowację, Bułgarię, ZSRR, Węgry oraz Francję, Belgię, RFN, Holandię, Włochy, Egipt i Tunezję. Był I skrzypkiem Łódzkiego Kwartetu Smyczkowego.
W latach 1958–1970 był pierwszym prezesem Łódzkiego Towarzystwa Muzycznego im. Karola Szymanowskiego po jego reaktywacji. Należał do zarządu łódzkiego oddziału Stowarzyszenia Polskich Artystów Muzyków.

### Życie prywatne
Jego dziadkiem był tubista Łódzkiej Orkiestry Symfonicznej – Jan Benke. Zenon Hodor został pochowany na Cmentarzu Ewangelicko-Augsburskim przy ul. Ogrodowej w Łodzi (sektor: 39_E2, Rząd: 9, numer grobu: 8).

## Publikacje
- „Metoda Nauczania gry na skrzypcach w oparciu o stopniowanie trudności w ośrodkowym układzie nerwowym”[9]

## Odznaczenia
- Medal 10-lecia Polski Ludowej (1955)[12]
- Nagroda Miasta Łodzi (1985) – nagroda za całokształt działalności artystycznej i pedagogicznej w dziedzinie muzyki[4] oraz za jej upowszechnianie w kraju i za granicą[6].
- Nagroda Ministra Kultury i Sztuki II st.[9]
- Złota Odznaka Stowarzyszenia Polskich Artystów Muzyków[13]